# Statzendorf
Statzendorf osztrák község Alsó-Ausztria St. Pölten-i járásában. 2024 januárjában 1420 lakosa volt. 

## Elhelyezkedése

Statzendorf a Sankt Pölten-i járásban

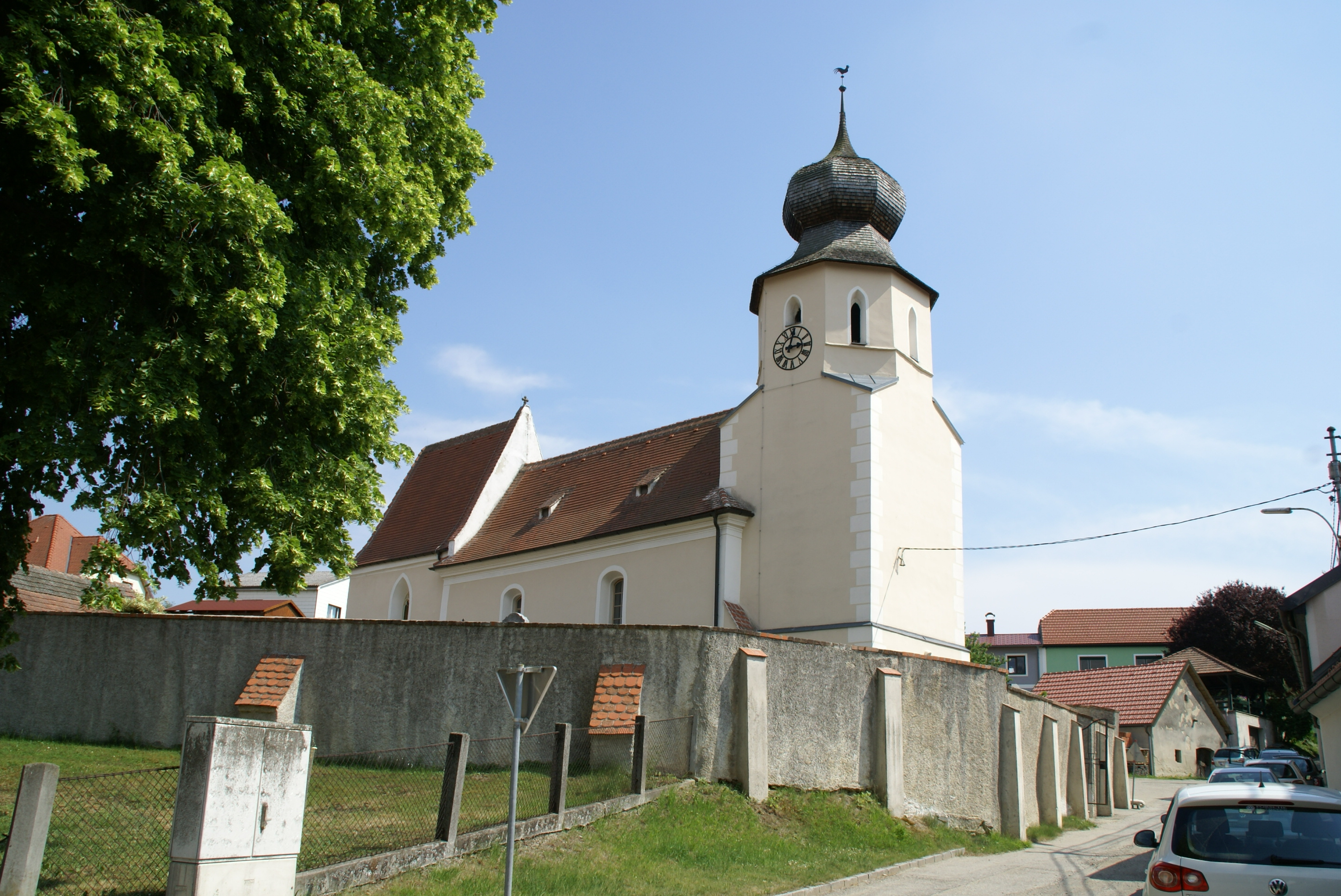
A Szt. Pongrác-templom

Statzendorf a tartomány Mostviertel régiójában fekszik a Dunkelsteinerwald dombság keleti részén, a Fladnitzbach patak mentén. Legmagasabb pontja a Forerberg (432 m). Területének 13,2%-a erdő, 73,5% áll mezőgazdasági művelés alatt. Az önkormányzat 5 települést egyesít: Absdorf (536 lakos 2024-ben), Kuffern (340), Rottersdorf (204), Statzendorf (297) és Weidling (43).
A környező önkormányzatok: északra Paudorf, északkeletre Nußdorf ob der Traisen, keletre Inzersdorf-Getzersdorf, délkeletre Herzogenburg, délnyugatra Obritzberg-Rust, nyugatra Wölbling.

## Története
Statzendorf területe a régészeti leletek tanúsága szerint már az újkőkorban is lakott volt. Feltártak egy hallstatti és egy kelta temetőt, utóbbiban találtak egy kelta bronzsitulát ("vödröt"), amely ma a Bécsi Természetrajzi Múzeumban látható.
Statzendorf a középkorban hercegi birtok volt, amely a 16. század végén Bernhard Jörgerhez került, aki 1592-ben testvérének, Helmhard Jörger zu Walpersdorfnak adta át. Egyházi felügyeletét a herzogenburgi apátság látta el, önálló egyházközséget 1784-ben, II. József egyházrendeletét követően kapott. 1836-ban a walpersdorfi uradalom alá került. Az 1848-as forradalmat követően megszűnt a feudális birtokrendszer és 1850-ben megalakult Statzendorf községi önkormányzata. 

## Lakosság
A statzendorfi önkormányzat területén 2024 januárjában 1420 fő élt. Lakosságszáma 1951 óta gyarapodó tendenciát mutat. 2022-ben az ittlakók 91,5%-a volt osztrák állampolgár; a külföldiek közül 1,2% a régi (2004 előtti), 2,9% az új EU-tagállamokból érkezett. 2,3% a volt Jugoszlávia (Horvátország és Szlovénia kivételével) vagy Törökország; 2% egyéb ország polgára volt. 2001-ben a lakosok 85,3%-a római katolikusnak, 1,7% evangélikusnak, 0,2% ortodoxnak, 6,5% mohamedánnak, 5,9% pedig felekezeten kívülinek vallotta magát. Ugyanekkor 5 magyar élt a községben; a legnagyobb nemzetiségi csoportokat a németek (93,7%) mellett a törökök (3%) és a szerbek (1%) alkották. 
A népesség változása:

| 2016 | 1 372 |
| 2018 | 1 362 |

## Látnivalók
- a Szt. Márk-plébániatemplom
- a kufferni Szt. Pongrác-templom
- a rottersdorfi Szt. Mátyás-templom

## Fordítás
- Ez a szócikk részben vagy egészben  a   Statzendorf című német Wikipédia-szócikk ezen változatának fordításán alapul.  Az eredeti cikk szerkesztőit annak laptörténete sorolja fel. Ez a jelzés csupán a megfogalmazás eredetét és a szerzői jogokat jelzi, nem szolgál a cikkben szereplő információk forrásmegjelöléseként.